# Nai Palm
Naomi Saalfield (Melbourne, Austràlia, 15 de maig de 1989), més coneguda pel seu nom artístic Nai Palm, és una vocalista, multi instrumentista i compositora australiana. És líder i co-fundadora del grup de neo soul Hiatus Kaiyote, però també ha publicat un treball en solitari, anomenat Needle Paw, l'any 2017.

## Biografia
Naomi Grace Saalfield va néixer el 1989 a Melbourne, filla d'una mare soltera que tenia sis criatures. A la seva casa hi havia un piano, i va ser la seva primera aproximació a la música instrumental. La seva mare la va introduir al soul, el flamenc o la música del nord-oest d'Àfrica, mentre que el seu germanastre li va ensenyar Jimi Hendrix, Led Zeppelin i altres clàssics del rock, a més de nocions de com tocar el baix. La mare de la Naomi va morir de càncer de pit quan Naomi tenia 11 anys d'edat, i el seu pare, descrita per ella mateixa com alcohòlic i maltractador, va morir un parell d'anys després en un incendi domèstic. En quedar orfe, l'estat va assumir la seva tutela. Va traslladar-se a viure amb una família que regentava un santuari animal, on es tenia cura d'àguiles, cangurs o uombats. Aquella experiència va ser transformadora per ella, que la va ajudar a calmar-se i desenvolupar una gran apreciació pel món natural. Després va anar a viure amb la seva tieta a Mount Beauty (Victòria), on va aprendre a tocar la guitarra acústica de forma autodidacta. Quan va complir 15 anys, va tornar a Melbourne, on va viure al carrer durant un temps, guanyant-se la vida fent malabars amb foc. Va ser en aquell moment que va començar a fer servir el nom artístic de Nai Palm.